# Johannes Stürler

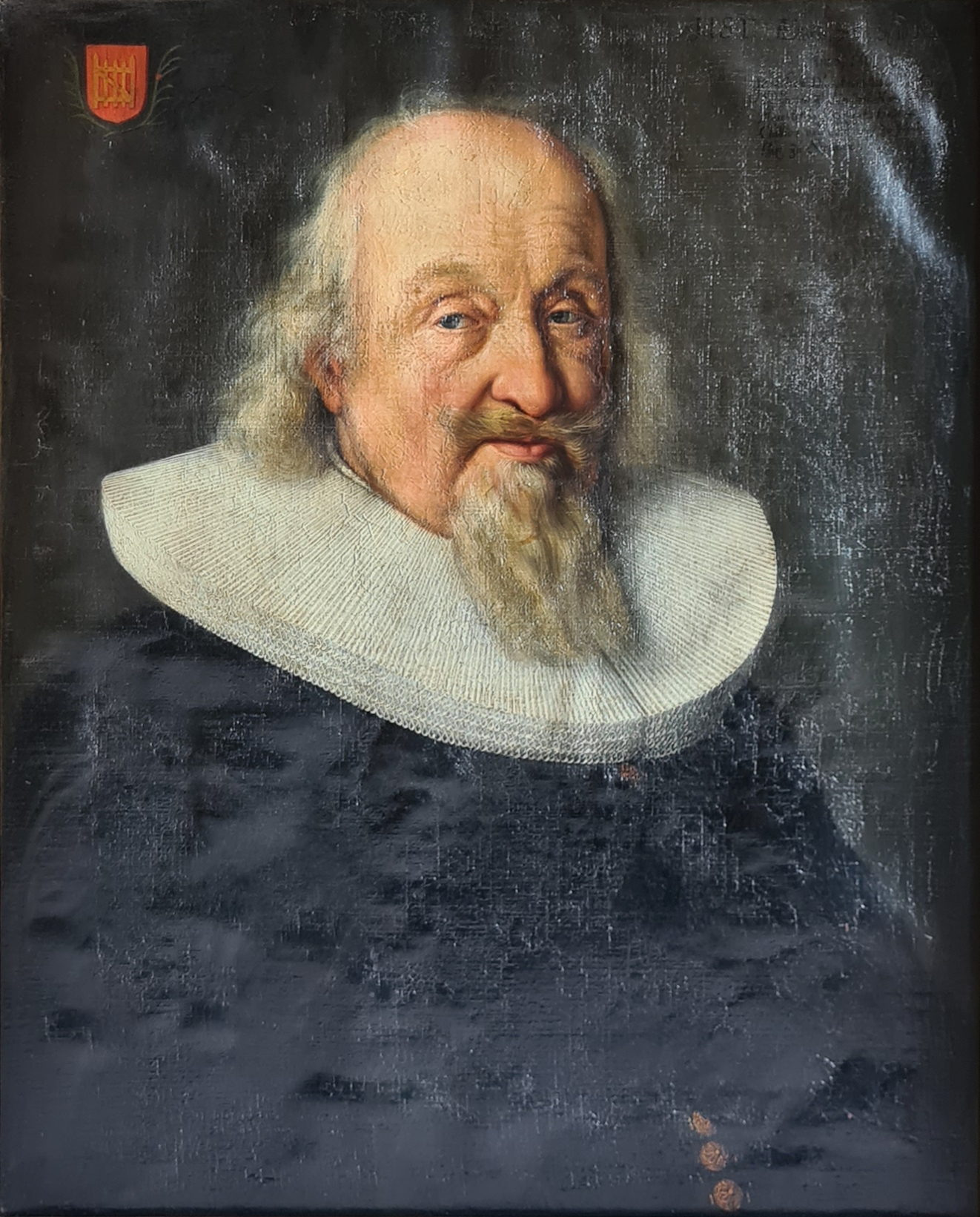
Johannes Stürler (1600–1676), anonymes Bildnis (1673)

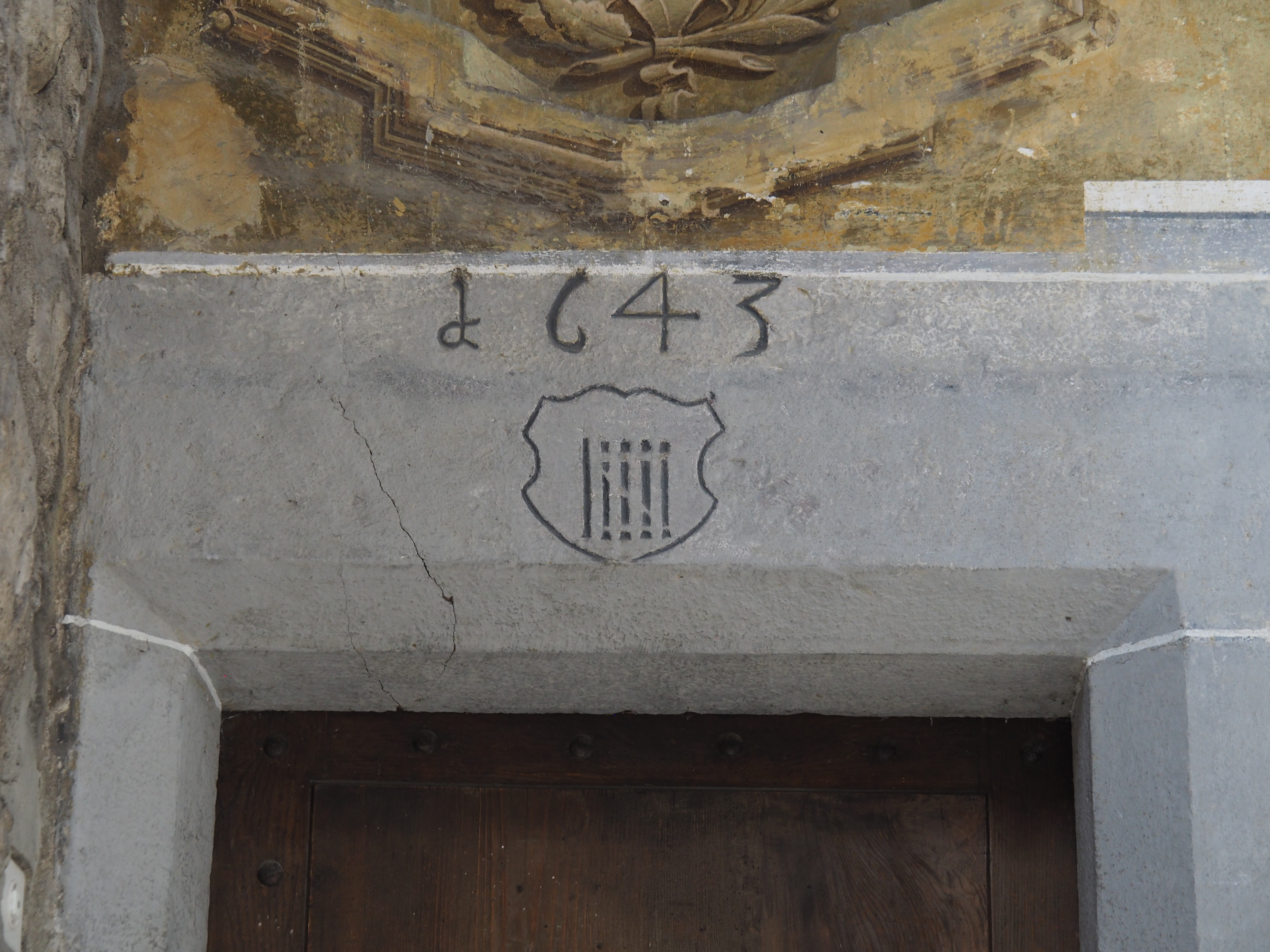
Schloss Chillon, Türsturz mit Wappen Stürler (1643)

Johannes Stürler (1600–1676) war ein Schweizer Offizier und Magistrat.

## Leben
Johannes Stürler kam als Sohn des Abraham Stürler und der Agatha Wurstemberger zur Welt. Als Offizier in französischen Diensten nahm er an Richelieus Feldzug nach Lothringen teil. 1629 wurde er Mitglied des Grossen Rats der Stadt Bern, 1642 wurde er Landvogt zu Chillon. Johannes Stürler besass die Herrschaft Serraux sowie durch Heirat mit Maria von Bonstetten Güter in Colombier und Travers.
Johannes Stürler war viermal verheiratet. In erster Ehe mit Katharina Michel (1604–1622), in zweiter Ehe mit Esther Tscharner (1611–1638), in dritter Ehe mit Susanna von Luternau († 1640) und in vierter Ehe mit Maria von Bonstetten (1615–1681).